# 楊奇
楊奇（1454年—1507年），字秀夫，號寒泉，山西潞州壺關縣人，民籍，明朝政治人物。

## 生平
成化十六年（1480年）庚子科山西鄉試第八名舉人。成化十七年（1481年）中式辛丑科會試第二百八十五名，二甲第七名進士。授户部河南司主事，弘治六年（1493年）升四川司员外郎，连续有淮揚督漕、九江造圖、河南视灾之使。七年升任陕西司郎中，甘肃管粮，又上疏言备边七事，調雲南司，升浙江嘉兴府知府，弘治十二年正月考察，以才力不及调用。改夔州府知府，十八年二月升两浙都转运盐使司运使，十二月调两淮盐运使，正德二年（1507年）二月官至浙江右参政。正德二年（1507年），劉瑾授意言官彈劾異己，楊奇受追究而死，年五十四。

## 家族
曾祖楊福原；祖父楊潔；父楊能，舉人，官東昌府同知。母牛氏；繼母趙氏。